# アイルランド映画館
アイルランド映画館（英語：Irish Film Theatre（アイリッシュ・フィルム・シアター）、略してIFT）は、1977年から1984年までアイルランドの首都ダブリンでアート映画を上映することを目的として運営されていた映画館である。アイルランドの検閲制度を掻い潜りながら映画を上映する会員制の映画館だったが、資金難により1984年5月に閉鎖された。

## 設立
アイルランド芸術協会（Arts Council of Ireland）は、アイルランドにおける映画芸術の振興を目的とした会社として、アイリッシュ・フィルム・シアター・リミテッド（Irish Film Theatre Limited）を設立した。IFTは、セント・スティーブンス・グリーン・ハウスにあった旧インターナショナル・シネマが使用していた劇場を引き継いだ。当時、セント・スティーブンス・グリーン横のアールズフォート・テラス（Earlsfort Terrace）には、アイルランド製糖会社の本社も入っていた。

## 上映された映画について
IFTは、アイルランドの当時主流だった映画館が関心を示さないために一般大衆から奪われていた映画芸術の発展をアイルランドにもたらすとの重要な役割を担っていた。この映画館では、アイルランド映画、自主映画、世界各国の外国語映画（World cinema）など、アイルランドでは通常見ることができない主流から外れた作品を中心に上映していた。当時、アイルランドでの映画上映は通常、米国や英国の主だった英語のものに限られていたため、観客は西ヨーロッパ、東ヨーロッパ、アフリカ、アジア、オーストラリア、ラテンアメリカ、北アメリカの作品を幅広く鑑賞する機会を得たのである。ロバート・アルトマン監督の『ナッシュビル』やジョアン・ミクリン・シルヴァー（Joan Micklin Silver）監督の『ビトウィーン・ザ・ラインズ（Between the Lines (1977 film)）』など、他の国内映画館が無視したアメリカ映画も上映された。

## 検閲の回避
この映画館は、会員制の映画クラブ（シネクラブ）として運営され、会員は会費を支払って入会した。また、会員は会員でない人をゲストとして連れてくることもできた。1923年の映画検閲法（1925年、1930年、1970年、1992年に改正）では、一般に上映する映画だけを映画検閲官に提出して、上映許可証をもらう必要があった。私的なクラブで上映される映画は検閲を受けず、全編上映されることになった。パゾリーニの『ソドムの市』、大島渚の『愛のコリーダ』、ベルトルッチの『ラストタンゴ・イン・パリ』など（付記した人名はいずれも監督の名前）、当時のアイルランドではヌードや性的描写が禁止されていた過激で率直な外国語映画や自主映画が、完全な形で上映されたのである。

## 閉鎖

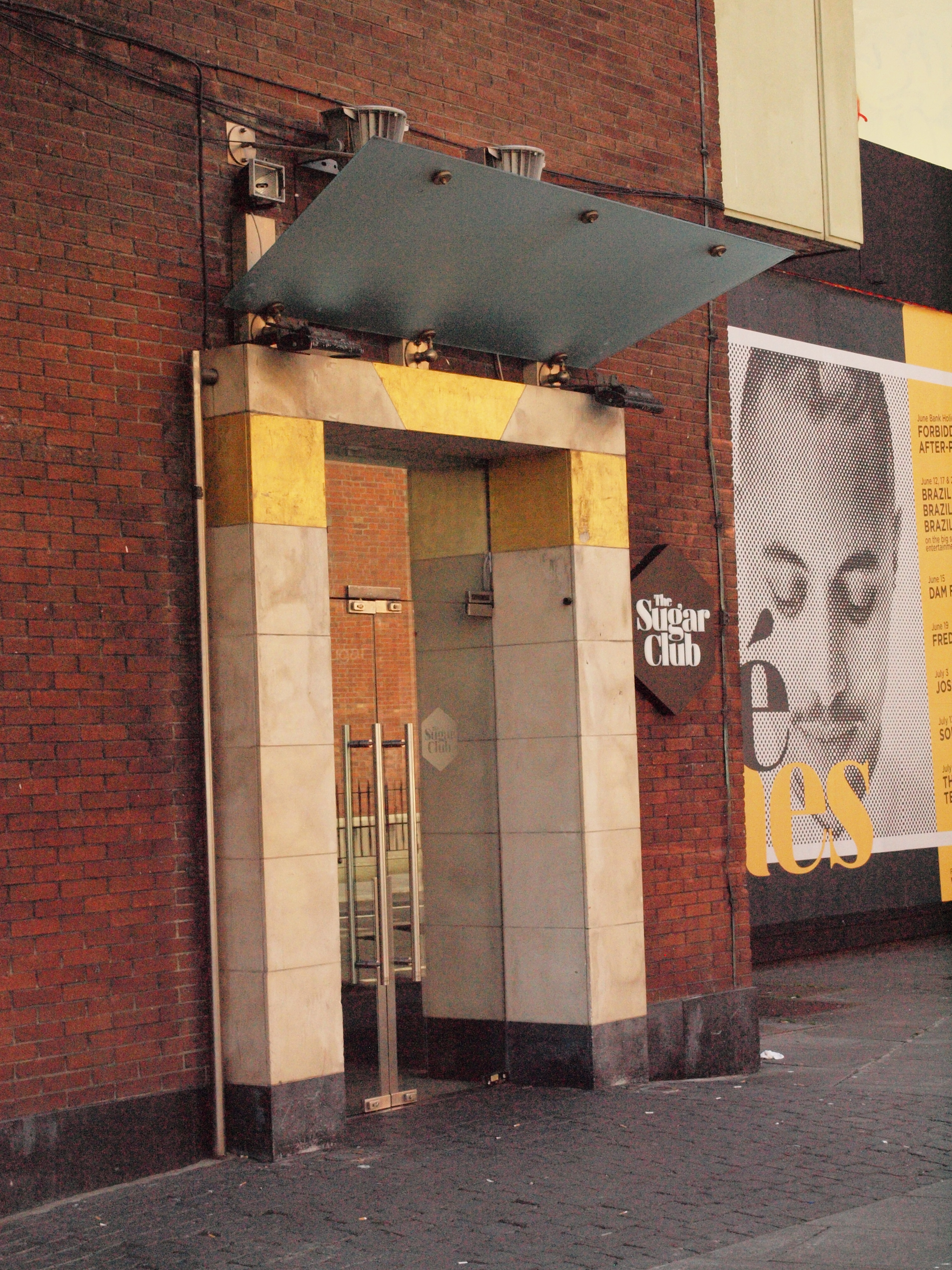
シュガークラブ（The Sugar Club）

財政的に苦しんだ末、アイルランド映画館は1984年5月末に芸術協会によって閉鎖された。同館で公開された最後の映画は、近親相姦に関するハンガリーのドラマ『Forbidden Relations』であった。
IFTはそれ自体がアイルランド・フィルム・ソサイエティ（Irish Film Society）の後継であり、IFTが果たしたダブリンにおけるアート映画の上映という役割は、その後1992年にテンプルバーのアイルランド映画センター、ホーキンス通り（Hawkins Street）のスクリーン・シネマ（Screen Cinema）、スミスフィールド（Smithfield, Dublin）のライトハウスシネマによって担われることになった。アールズフォート・テラス（Earlsfort Terrace）の劇場は、1999年に多目的アート＆エンターテイメント施設「シュガー・クラブ」としてリニューアルオープンし、入り口はリーソン・ストリート（Leeson Street）に移された。